# Ely do Amparo
Ely do Amparo, legtöbbször egyszerűen Ely (Paracambi, 1921. május 14. – Paracambi, 1991. március 9.) brazil labdarúgóhátvéd.

## Pályafutása

### A válogatottban
19 mérkőzésen lépett pályára a brazil válogatottban. Részt vett az 1950-es és az 1954-es világbajnokságon. Tagja volt annak a csapatnak, amely 1952-ben megnyerte a Pánamerikai bajnokságot.

## Sikerei, díjai

### A válogatottal
Brazília
- Copa América: 1949
- Pánamerikai bajnokság: 1952
- Labdarúgó-világbajnokság második helyezettje: 1950